# Tillia
Tillia – miasto w Nigrze, w regionie Tahoua, w departamencie Tchintabaraden.